# Friedrich von Sydow

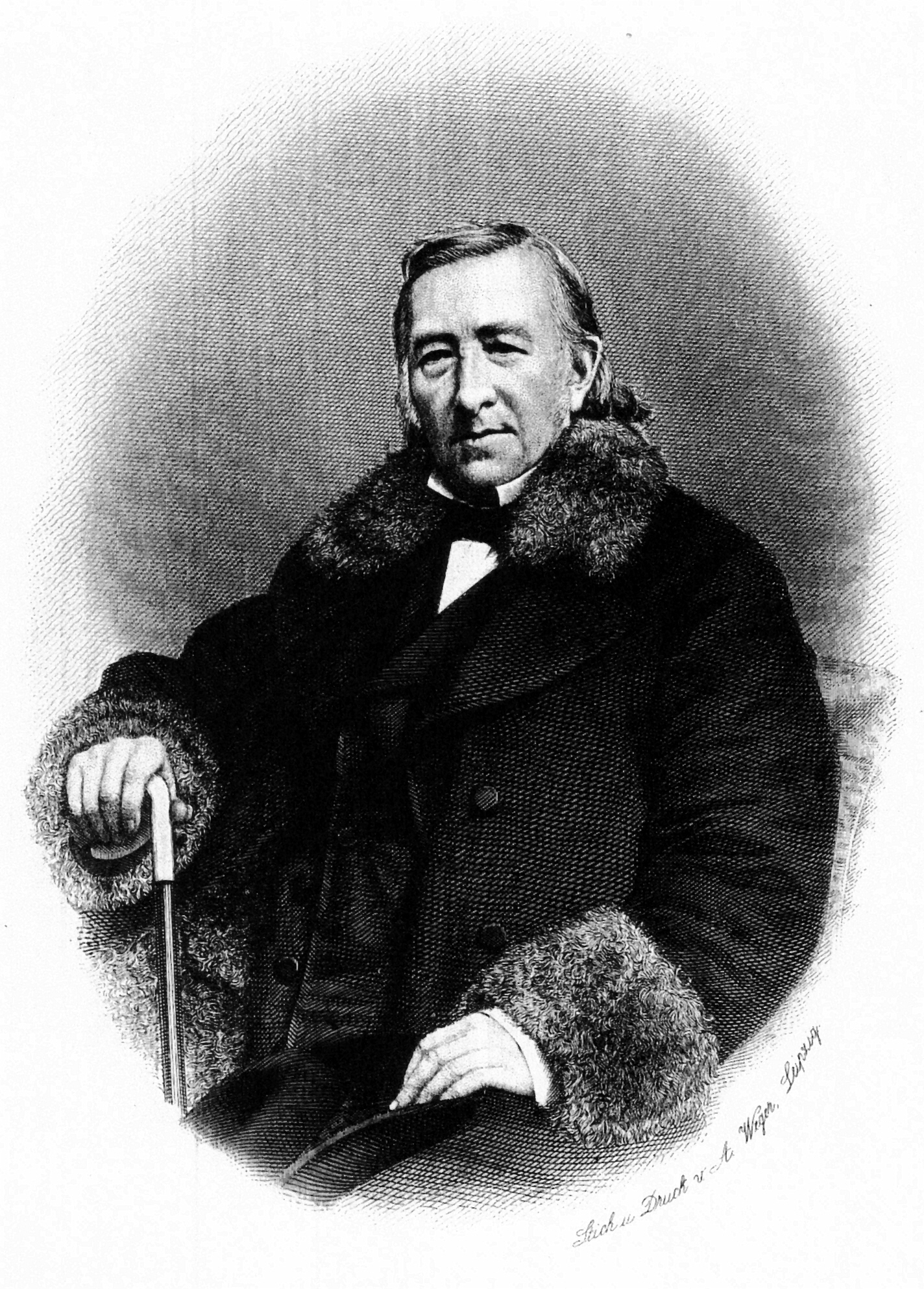
Friedrich von Sydow

Friedrich Christian Wilhelm von Sydow (* 23. Mai 1780 in Langensalza; † 10. Dezember 1845 in Sondershausen) war ein preußischer Offizier, Schriftsteller und Freimaurer.

## Leben
Der Sohn eines kursächsischen Obristen, der sich neben seiner Militärlaufbahn im preußischen Dienst schriftstellerisch betätigte, stammte aus dem deutschen Adelsgeschlecht Sydow.
Als Major nahm er 1828 beim 31. Infanterie-Regiment in Erfurt seinen Abschied. Etwa 1830 zog er von Erfurt in die schwarzburgische Residenzstadt Sondershausen und übernahm 1832 die Schriftleitung des Unterhaltungsblattes zum Tagesblatt Der Deutsche. Er war schriftstellerisch sehr aktiv; u. a. gab er mit anderen namhaften thüringischen Autoren das achtbändige Werk Thüringen und der Harz heraus.
Sydow war ab Dezember 1810 Mitglied der Freimaurerloge „Zu den drey Bergen“ in Freiberg. 1824 gründete er das freimaurerische Taschenbuch Asträa. Nach seinem Umzug war er besuchendes Mitglied der Loge „Zur gekrönten Unschuld“ in Nordhausen; Anfang 1843 gründete er zusammen mit August Blumröder und anderen einen „Maurer-Clubb“ in Sondershausen.

### Familie
Sydow heiratete im Dezember 1809 Wilhelmine von Criegern (1789–1867). Unter dem Pseudonym „Isidore Grönau“ war sie ebenfalls auf belletristischem und praktischem Gebiet schriftstellerisch tätig. Unter den Söhnen des Ehepaars waren der Geograph Oberstleutnant Emil von Sydow und der Pastor Oskar von Sydow. Sydow starb überschuldet.

## Werke (Auswahl)

### Eigene Schriften
- Das Buch der Erfahrung für junge Offiziere, oder Winke der Pflicht, Ehre und Lebensklugheit für Offiziere deutscher Heere zum richtigen Verhalten in und außer dem Dienst. Voigt, Ilmenau 1828. Digitalisat.
- Der berüchtigte Wildschütz des sächsischen Erzgebirges Carl Stülpner. Ein biographisches Gemählde, der Wahrheit treu angelegt und mit romantischen Farben ausgemahlt. Sondershausen 1832.
- Der Grandmusketier. Eine Erzählung aus der Zeit des merkwürdigen Campements bei Mühlberg 1730. Reichenbach, Leipzig 1834.
- Die Jungfrau. Nach den Anforderungen des vernünftigen, gebildeten und gefühlvollen Mannes. Oder Winke zur Ausbildung des weiblichen Geschlechts. Aus der Feder eines Mannes. Zwei Bändchen. Rein, Leipzig 1836.
- Die Gattin, Mutter und Hausfrau. Nach den Anforderungen des vernünftigen, gebildeten und gefühlvollen Mannes. Oder Winke zur Ausbildung des weiblichen Geschlechtes. Aus der Feder eines Mannes. Fortsetzung des Werkchens „Die Jungfrau“. Rein, Leipzig 1837.
- Der Soldat im Krieg und Frieden. Voigt, Weimar 1839. Digitalisat.
- Der Freimaurer-Clubb zu Sondershausen. In: Asträa. Jg. 11, 1844. S. 72–78.

### Herausgeberschaften
- Alleinherausgeber der ersten 11 Jahrgänge von: Asträa. Taschenbuch für Freimaurer. Voigt, Ilmenau ab 1824; ab 1837 bei Eupel, Sondershausen.
Digitalisate: Jg. 2, 1825; Jg. 3, 1826; Jg. 7, 1837; Jg. 10, 1842; Jg. 11, 1844.
- Almanach dramatisirter Sprüchwörter zur Unterhaltung in geselligen Kreisen und für Privat-Bühnen. Erster Jahrgang. Leipzig 1835. Digitalisat.
- Mitherausgeber von: Thüringen und der Harz, mit ihren Merkwürdigkeiten, Volkssagen und Legenden. Historisch-romantische Beschreibung aller in Thüringen und auf dem Harz vorhanden gewesenen und noch vorhandenen Schlösser, Burgen, Klöster, merkwürdigen Kirchen und anderer Gebäude; Fabrikdörfer, Bergwerke, Ruinen, Höhlen, Denkmäler, malerischen Gegenden und sonst beachtenswerther Gegenstände aus dem Reiche der Geschichte und Natur. Band 1 (1839) bis 7 (1842, mit Gesamtregister) und 8 (1844, Supplement). Eupel, Sondershausen. Digitalisate.

### Briefe
- Briefe des Publizisten Friedrich von Sydow an den Sondershäuser Theaterintendanten Otto von Krieger. Für die Veröffentlichung eingerichtet von Christa Hirschler. In: Residenzen im 19. Jahrhundert. Selbstzeugnisse […], Edition. Hrsg. Jochen Lengemann. Weimar 2004. ISBN 3898070557, S. 199–222.

## Nachweise
1. ↑  Todesanzeige in Fürstlich Schwarzb. Regierungs- und Intelligenz-Blatt vom 13. Dezember 1845, S. 469.
2. ↑  Thilo Irmisch: Ueber den Schriftsteller Carl Ludloff. Zugleich ein Beitrag zur Kenntniß des früheren Zeitungswesens in Sondershausen. In: Regierungs- und Nachrichtsblatt für das Fürstenthum Schwarzburg-Sondershausen vom 10. bis 28. November 1874, S. 539, 542f., 547, 551, 554f., 559, 563, 567, 570f. (hier: S. 567, zur Geschichte des Deutschen.)
3. ↑  Fürstlich Schwarzb. Regierungs- und Intelligenz-Blatt vom 7. Februar 1846, S. 43f.

- Literatur von und über Friedrich von Sydow im Katalog der Deutschen Nationalbibliothek

| Personendaten    | Personendaten                                               |
| ---------------- | ----------------------------------------------------------- |
| NAME             | Sydow, Friedrich von                                        |
| ALTERNATIVNAMEN  | Sydow, Friedrich Christian Wilhelm von (vollständiger Name) |
| KURZBESCHREIBUNG | preußischer Offizier und Schriftsteller                     |
| GEBURTSDATUM     | 23. Mai 1780                                                |
| GEBURTSORT       | Langensalza                                                 |
| STERBEDATUM      | 10. Dezember 1845                                           |
| STERBEORT        | Sondershausen                                               |